# Locatelli-bastion
Het Locatelli-bastion (Tsjechisch: Locatelliho bastion, Duits: Locatelli-Bastion) is een bastion in de Moravische stad Olomouc in Tsjechië. Het is gelegen tussen het Park onder de Openluchtbioscoop (Park pod Letním kinem) en het Park onder de kathedraal van Sint-Wenceslaus (Park pod dómem sv. Václava), met de laatste van twee is het verbonden via de Zigeunerpoort (Cikánská bránka, Zigeunertor). Het bastion is vernoemd naar Locatello de Locatelli, de eerste commandant van de vesting Olomouc en is het oudste nog bewaard gebleven bastion van de Vesting Olomouc. In de Middeleeuwen lag op de plek waar het Locatelli-bastion is gebouwd een arm van de Mlýnský potok. Met de bouw van het bastion is begonnen tijdens de Zweedse bezetting van de stad en tussen 1659 en 1676 afgebouwd. In de jaren '20 van de vorige eeuw ontsnapte het bastion aan de sloophamer toen een groot deel van de vesting gesloopt werd. De communisten verbouwden het bastion in de jaren '50 tot een openluchtbioscoop.

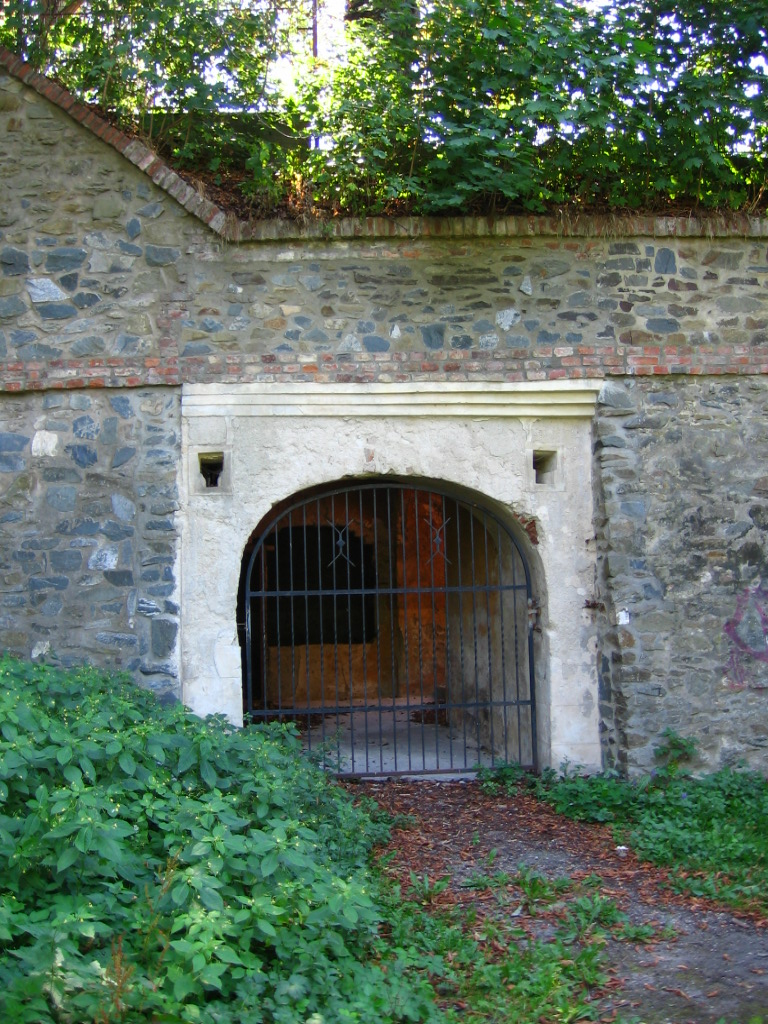
Het Zigeunerpoortje in het Locatelli-bastion